# Fare un buco nell'acqua
Fare un buco nell'acqua è un modo di dire colloquiale della lingua italiana. Si utilizza per indicare un'attività o un tentativo inutile, un insuccesso. Altri modi di dire con lo stesso significato sono "Pestare l'acqua nel mortaio", "Fare la zuppa nel paniere", "Fare il lavoro di Sisifo", "Lisciare la coda al diavolo".

## Origine
L'origine del modo di dire è da ricercare nel suo significato letterale. Infatti è impossibile fare un buco nell'acqua, a causa della forza di gravità che ha come effetto quello di parificare il livello del liquido. In questo senso, la frase è diventata sinonimo di fallimento.